# Anoura canishina
Anoura canishina är en däggdjursart som beskrevs av de amerikanska zoologerna Hugo Mantilla-Meluk och Robert J. Baker, 2010. Arten ingår i släktet Anoura, och fladdermusfamiljen bladnäsor.

## Utbredning
Anoura canishina är en sydamerikansk art som förekommer i  Nariño-departementet i Colombia.